# Cesare Luccarini
Cesare Luccarini (Castiglione dei Pepoli, 22 febbraio 1922 – Suresnes, 21 febbraio 1944) è stato un partigiano italiano.

## Biografia
Figli di antifascisti emigrati in Francia per sfuggire alla persecuzione fascista, Luccarini raggiunse Oltralpe la sua famiglia nel 1936. Operaio, entrò nella gioventù comunista francese. In seguito all'invasione nazista della Francia Luccarini si unì alla Resistenza locale.
Arrestato all'inizio del 1942, fu condannato a due anni di reclusione per aver distribuito volantini. Rinchiuso nel carcere di Douai e poi nel campo di lavoro di Watten-Éperlecques, da dove evase nell'agosto 1943. Si unì a un gruppo di resistenza dell'FTP ma, ricercato dalle forze di occupazione e dalla polizia, nel 1943 fu inviato a Parigi. Con un falso documento d'identità francese intestato a Marcel Châtelain, Luccarini si arruolò nel 3º distaccamento dei Francs-tireurs et partisans-Main-d'œuvre immigrée (FTP-MOI) (distaccamento italiano) con la matricola 10612 e lo pseudonimo di Marcel. Il reparto faceva parte del celebre gruppo partigiano guidato da Missak Manouchian.
Una volta operativo Luccarini partecipò a diverse azioni partigiane. Il 17 settembre 1943 ad Argenteuil, insieme a Robert Witchitz e Antoine, giustiziò una spia collaborazionista. Il 25 settembre 1943 fece parte di una squadra che, con l'ausilio di granate, attaccò il Café de l'Autobus, situato al 77 di rue de la Voie-Verte, frequentato dalle truppe d'occupazione: furono ferite 9 persone, tra cui 5 soldati tedeschi. L'8 ottobre, Luccarini lanciò una granata, che non esplose, in un ristorante di avenue Mac-Mahon.
Il 12 novembre 1943 partecipò a un attentato contro un corriere tedesco al 56 di rue La Fayette. L'attentato tuttavia fallì e Rino Della Negra, rimasto ferito nell'attacco, e Witchitz vennero arrestati. Qualche ora dopo Luccarini fu arrestato nel suo albergo dalla 2ª Brigata speciale, che però non trovò nulla di compromettente. Tuttavia, fu portato al quartier generale della BS2, dove fu picchiato e torturato.
Il 18 febbraio 1944 comparve davanti al tribunale militare tedesco di Gross Paris, in rue Boissy-d'Anglas, che lo condannò a morte. Tre giorni più tardi assieme al resto del gruppo (un emigrato spagnolo, due armeni, tre francesi, tre ungheresi, otto polacchi e gli italiani Spartaco Fontanot, Amedeo Usseglio, Antonio Salvadori e Rino Della Negra) fu fucilato al forte di Mont-Valérien.
Prima di essere giustiziato lasciò un messaggio alla famiglia:

## Riconoscimenti
A Luccarini sono state dedicate strade nella natìa Castiglione dei Pepoli e nei comuni francesi di Pont-à-Vendin e Vendin-le-Vieil.